# Katherine Manley
Katherine Manley (* 1979 in Leicestershire) ist eine britische Opernsängerin der Stimmlage Sopran. 

## Leben und Wirken
Manley absolvierte ihr Gesangsstudium an der Benjamin Britten International Opera School des Londoner Royal College of Music sowie an der Royal Scottish Academy of Music and Drama in Glasgow. Sie erhielt mehrere Stipendien, unter anderem 2007 das Susan-Chilcott-Stipendium der Royal Philharmonic Society.
Nach Engagements an der English National Opera in London, der Central City Opera Colorado, am Théâtre du Châtelet Paris trat sie auch im deutschsprachigen Raum auf, zum Beispiel am Badischen Staatstheater Karlsruhe, an der Deutschen Oper Berlin, der Staatsoper Stuttgart und am Theater Freiburg. Gastspiele mit den Opern Blankout und Sunken Garden von Michel van der Aa führten sie an die Opéra de Lyon, das Concertgebouw Amsterdam die Finnischen Nationaloper, das National Taichung Teatre (Taiwan), die Dallas Opera,  das Aalto-Theater Essen sowie zu den Kunstfestspielen Herrenhausen und zum Beijing Music Festival in Peking,
Als Konzertsängerin trat sie unter anderem in Rameaus Pigmalion mit dem Orchestra of the Age of Enlightenment in der Queen Elizabeth Hall auf und bei den Ludwigsburger Schlossfestspielen mit Werken von Mendelssohn-Bartholdy und Judith Weir. In Vilnius sang sie in Kantaten von Johann Sebastian Bach mit dem Wroclaw Baroque Orchestra.

## Rollenrepertoire
- Adams: Pat Nixon in Nixon in China
- Britten: Lucia In The Rape of Lucretia
- Britten: Russin in Death in Venice
- Charpentier: Creusa in Médée
- Donnacha Dennehy: Ehefrau in The Last Hotel
- Händel: Oriana in Amadigi
- Händel: Eurilla in Il pastor fido
- Händel: Partenope in Partenope
- Händel: Atalanta in Serse
- Loewe: Eliza Doolittle in My Fair Lady
- Mercadante: Tullia in Virginia
- Monteverdi: Poppea in L’incoronazione di Poppea
- Monteverdi: Proserpina in L’Orfeo
- Mozart: Pamina in Die Zauberflöte
- Muhly: Mrs. Rutland in Marnie
- Purcell: Belinda in Dido and Aeneas
- Purcell: Diverse Rollen in The Fairy-Queen
- Rodgers: Maria Trapp in The Sound of Music
- Rodgers: Julie in Carousel
- van der Aa: Zenna Briggs in Sunken Garden
- Vivaldi: Arpago in L’incoronazione di Dario

## Diskografie
- Joshua by G.F. Handel. Mit George Humphreys, Alexandra Gibson, Allan Clayton, London Handel Orchestra, Dirigent: Laurence Cummings; (Somm; 2009)
- Mercadante: Virginia. Mit u. a. Susan Patterson, Stefano Antonucci, Charles Castronovo, London Philharmonic Orchestra, Dirigent: Maurizio Benini (Opera Rara; 2009)
- George Frideric Handel: Il pastor fido (1712). Welt-Ersteinspielung der Originalversion der Oper.[17] Mit Lucy Crowe, Anna Dennis, Madeleine Shaw, Clint van der Linde, Lisandro Abadie, Kammerorchester La Nuova Musica, Dirigent: David Bates (Harmonia Mundi; 2012)
- Donnacha Dennehy: The Last Hotel. Mit u. a. Claudia Boyle, Robin Adams, Crash Ensemble, Dirigent: Alan Pierson (Cantaloupe Music; 2019)
- Donnacha Dennehy: The Hunger. Mit Iarla Ó Lionáird, Ensemble Alarm Will Sound, Dirigent: Alan Pierson (Nonesuch; 2019)